# Sublevación de Campino
La sublevación de Campino (24 de enero de 1827) fue un golpe de Estado contra el gobierno del vicepresidente interino Agustín de Eyzaguirre y que significó el fin de su mandato y su reemplazo por Ramón Freire.

## Antecedentes
Durante los meses previos, se había dado un enfrentamiento entre las posturas que buscaban un Estado unitario y otro federalista.
Al asumir la vicepresidencia interina el 9 de septiembre de 1826, Eyzaguirre se encontró con la pésima aplicación que se había dado al sistema federal, un Congreso partidario de esas ideas y él mismo apoyado por pelucones y estanqueros.
El político liberal Joaquín Campino conspiró con su hermano, el coronel Enrique Campino, y José María Novoa, exministro de Guerra y Marina de Ramón Freire, para iniciar un golpe de Estado. Contaban con el apoyo de varios dirigentes liberales (divididos en pipiolos y populacheros) pero requerían del apoyo militar para tener éxito en sus planes. Novoa propuso emplazar como presidente al general Francisco Antonio Pinto (que ignoraba la conspiración) con el coronel Enrique Campino como vicepresidente.

## Motín
Durante la noche del 24 al 25 de enero, la guarnición de Santiago se plegó al movimiento. La formaban el escuadrón Guías del coronel Ambrosio Acosta y el regimiento N.º 7 bajo el mando interino del sargento mayor Nicolás Maruri.
En la mañana siguiente, el coronel Enrique Campino depuso a Agustín de Eyzaguirre y se instaló en el Palacio de Gobierno. Inmediatamente encarceló al ministro Manuel José Gandarillas, al ministro interino Tomás Ovejero, al intendente y coronel José Santiago Luco, a Fernando Antonio Elizalde, Diego Portales y Juan de la Cruz Gandarillas.
El Congreso Nacional instó a Campino a deponer el mando, pero este se negó y después entró a caballo en una sesión y amenazó con disolverla a balazos. El presidente del Congreso, Diego Antonio de Elizondo Prado, decidió disolver la sesión. Debido a esto, el Congreso dio facultades extraordinarias al general Freire para reducirlo por la fuerza.
Campino se atrincheró en la Plaza de Armas mientras Freire organizaba un batallón de 400 milicianos y vecinos. Sin tener la fuerza suficiente para someterlo, Freire ordenó la retirada a la provincia de Aconcagua. Desde allí llamó a la guarniciones y milicias de Rancagua, Melipilla, Quillota y Concepción. Viendo que la revolución iba a ser sofocada por las armas, Novoa le pidió a Campino que buscara un arreglo con el Congreso. Los senadores exigieron al coronel entregar su mando al jefe del Estado Mayor, llegándose a un impasse sin solución.
Finalmente, el 28 de enero se reunió el Consejo de Guerra y se proclamó al general Pinto como nuevo presidente y mientras este volvía a Santiago, Campino aún comandaría el ejército.

## Consecuencias
Desde su prisión, Portales convenció a Maruri de deponer al coronel. A las tres de la madrugada del 29 de enero, apresó a Campino y sus lugartenientes, y liberó a los prisioneros. En la tarde siguiente, Freire llegó para asumir interinamente el gobierno. El 15 de febrero se volvió presidente pleno en funciones con el general Pinto como vicepresidente.